# Zmarli w październiku 2020

## Październik 2020
- 31 października
  - Rance Allen – amerykański wokalista gospel[1]
  - Andrzej Bierć – polski prawnik, prof. dr hab.[2]
  - Julian Bolewski – polski zawodnik i działacz zapaśniczy[3]
  - Wojciech Bychawski – polski geodeta, prof. dr hab. inż.[4][5]
  - Sean Connery – szkocki aktor, laureat Oscara[6]
  - Jerzy Czepułkowski – polski nauczyciel, samorządowiec, polityk, poseł na Sejm RP[7]
  - Betty Dodson – amerykańska aktywistka feministyczna, artystka, autorka książek[8]
  - Daniel Dumile – brytyjsko-amerykański raper i producent muzyczny[9]
  - Galina Filimonowa – rosyjska aktorka[10]
  - Marc Fosset – francuski gitarzysta jazzowy, członek zespołu Magma[11]
  - Charles Gordon – amerykański producent filmowy[12]
  - Łukasz Kaczmarek – polski chemik, prof. dr hab.[13][14]
  - Najmiddin Karim – iracki polityk i lekarz narodowości kurdyjskiej[15]
  - Wiktor Krzesiński – polski dziennikarz i korespondent radiowy, dyplomata, p.o. ambasadora w Australii[16]
  - Arturo Lona Reyes – meksykański duchowny rzymskokatolicki, biskup Tehuantepec (1971–2000)[17]
  - MF Doom – brytyjsko-amerykański artysta hip-hopowy pochodzenia trynidadzko-zimbabwejskiego[18]
  - Horacio Serpa – kolumbijski polityk, minister spraw wewnętrznych (1994–1997)[19]
  - Zbigniew Staszkiewicz – polski duchowny rzymskokatolicki, major WP w stanie spoczynku, kawaler orderów[20]
  - Iba Der Thiam – senegalski polityk i historyk, minister edukacji (1983–1988)[21]
  - Marius Žaliūkas – litewski piłkarz[22]
- 30 października
  - Herb Adderley – amerykański futbolista[23][24]
  - Maurice Arbez – francuski skoczek narciarski[25]
  - Amfilochiusz – serbski duchowny prawosławny, metropolita Czarnogóry i Przymorza[26]
  - Ricardo Blume – peruwiański aktor i reżyser[27]
  - Agnieszka Fatyga – polska aktorka teatralna i telewizyjna, piosenkarka, śpiewaczka, pianistka[28]
  - Yvan Druon – francuski polityk, mer Harnes (1991–2008)[29]
  - Robert Fisk – brytyjski dziennikarz, pisarz i publicysta[30][31]
  - Adam Kluska – polski bibliotekarz, regionalista, publicysta i polityk, poseł na Sejm PRL IX kadencji[32]
  - Žarko Knežević – jugosłowiański i czarnogórski koszykarz[33]
  - Andrzej Kościuczyk – polski koszykarz i działacz sportowy[34][35]
  - Jean-Marie Le Chevallier – francuski polityk, deputowany krajowy i europejski, mer Tulonu[36]
  - Barbara Majorek – polska dziennikarka i działaczka społeczna, dama orderów[37]
  - Jan Myrdal – szwedzki pisarz, krytyk literacki[38]
  - Kim Nam-chun – koreański piłkarz[39]
  - Ambrogio Ravasi – włoski duchowny katolicki, biskup[40]
  - David Shutt – brytyjski polityk i samorządowiec, członek Izby Lordów (2000–2020)[41]
  - Nobby Stiles – angielski piłkarz, mistrz świata (1966)[42]
  - Anatolij Szipitko – rosyjski dyrygent[43]
  - Zofia Szyfter – polska biolog, prof. dr hab.[44]
  - Božidar Tanasković – jugosłowiański gitarzysta basowy[45]
  - Miljenko Vikić – chorwacki baletmistrz i aktor[46]
  - Arthur Wills – angielski organista i kompozytor muzyki sakralnej, pedagog[47]
  - Mesut Yılmaz – turecki polityk, premier Turcji (1991, 1996, 1997–1999)[48]
- 29 października
  - Karim Akbari – irański aktor i reżyser filmowy[49]
  - Angelika Amon – austriacko-amerykańska biolog molekularna i cytolog[50]
  - Aleksandr Astafiew – ukraiński poeta, tłumacz i krytyk literacki[51]
  - Wanda Brzyska – polska chemiczka, prof.dr hab.[52]
  - Roger Closset – francuski florecista, wicemistrz olimpijski (1956)[53]
  - Dančo Čevreski – jugosłowiański i macedoński aktor i producent filmowy[54]
  - Amir Iszemgulow – rosyjski biolog i polityk narodowości baszkirskiej[55]
  - Tadeusz Jedynak – polski muzykant, skrzypek ludowy regionu radomskiego[56]
  - Wasilij Jerofiejew – radziecki i rosyjski malarz[57]
  - Ludomir Laudański – polski inżynier lotniczy i nauczyciel akademicki, prof. dr hab.[58][59]
  - Feliks Maliarenko – rosyjski poeta i prozaik[60]
  - Ryszard Miazek – polski ekonomista i publicysta, prezes zarządu Telewizji Polskiej (1996–1998) i Polskiego Radia (2000–2002)[61]
  - Avni Mula – albański śpiewak operowy (baryton) i kompozytor[62]
  - Walentin Pokrowski – rosyjski lekarz epidemiolog[63]
  - Andrzej Półtawski – polski filozof, prof. dr hab., uczestnik powstania warszawskiego[64]
  - Arturo Rivera – meksykański malarz[65]
  - Krzysztof Rogala – polski reżyser filmowy i telewizyjny[66]
  - Alfred Rzegocki – polski samorządowiec, menedżer sportu, prezydent Stalowej Woli (1997–2002)[67]
  - Béla Síki – węgierski pianista[68]
  - Stanisław Tobolczyk – polski architekt, prof. nzw. dr hab. inż. arch.[69]
  - Wiesław Walankiewicz – polski ornitolog, dr hab.[70][71]
  - Watt W. Webb – amerykański biofizyk[72]
  - Aleksandr Wiediernikow – rosyjski dyrygent[73]
  - J. J. Williams – walijski rugbysta[74]
  - Slaven Zambata – chorwacki piłkarz[75]
  - Józef Zawitkowski – polski duchowny rzymskokatolicki, biskup pomocniczy senior diecezji łowickiej[76]
- 28 października
  - Anatolij Babykin – rosyjski śpiewak operowy, solista Teatru Bolszoj[77]
  - Bobby Ball – angielski aktor i komik[78]
  - Miguel Ángel Castellini – argentyński bokser, mistrz świata federacji WBA[79]
  - Stefan Dąbrowski – polski historyk, dyrektor Archiwum Państwowego w Zielonej Górze (1968–1972)[80]
  - Eugeniusz Duraczyński – polski historyk, profesor zwyczajny, redaktor prasy historycznej[81]
  - Anthony Soter Fernandez – malezyjski duchowny rzymskokatolicki, kardynał, arcybiskup Kuala Lumpur (1983–2003)[82]
  - Cezary Fryze – polski neurolog, prof. dr hab. n. med.[83]
  - Stanisław Gazda – polski kolarz szosowy, olimpijczyk (1960)[84]
  - Jan Krawiec – polski dziennikarz i działacz polonijny w USA, uczestnik II wojny światowej[85]
  - Norbert Mika – polski historyk mediewista[86]
  - Henryk Misztal – polski duchowny rzymskokatolicki, specjalista prawa wyznaniowego i kanonicznego, prof. dr hab.[87]
  - Lou Pallo – amerykański gitarzysta[88]
  - Antoni Marian Podwiński – polski specjalista w zakresie chirurgii ogólnej, prof. dr hab. n. med.[89]
  - Wanda Polańska – polska śpiewaczka operetkowa[90]
  - Marcin Popowski – polski detektyw i publicysta[91]
  - Alain Rey – francuski lingwista i leksykograf[92]
  - Edhem Sirčo – bośniacki piłkarz ręczny i trener[93]
  - Štefan Sečka – słowacki duchowny katolicki, biskup diecezjalny spiski (2011–2020)[94]
  - Billy Joe Shaver – amerykański muzyk country, wokalista i autor piosenek[95]
  - Attila Szalai – węgierski pisarz, tłumacz, polonista i dyplomata[96]
  - Marija Warłamowa – rosyjska aktorka[97]
- 27 października
  - Bogusław Bednarek – polski filolog, prof dr hab.[98]
  - Maria Bogucka – polska historyczka, prof. dr hab.[99]
  - Pedro Cervantes – meksykański rzeźbiarz[100]
  - Jacek Flur – polski aktor, reżyser radiowy[101]
  - Andrzej Iwiński – polski żeglarz, olimpijczyk (1968, 1980)[102]
  - Don Mazankowski – kanadyjski polityk i menedżer polskiego pochodzenia, wicepremier (1986–1993), minister finansów (1991–1993)[103]
  - Dragan Međedović – serbski piłkarz i trener[104]
  - Y. Nagappa – indyjski polityk[105]
  - Jan Niemiec – polski duchowny katolicki, biskup pomocniczy diecezji kamienieckiej[106]
  - Edward Donat Nowakowski – polski działacz sportowy, trener szermierki[107][108]
  - Jimmy Orr – amrerykański footballista[109]
  - Mohammad Parash – irański kolarz, reprezentant kraju[110]
  - Gilberto Penayo – paragwajski piłkarz[111]
  - Roman Skwiercz – polski duchowny rzymskokatolicki i działacz kaszubski, laureat Medalu Stolema[112][113]
  - Edward Suszek – polski hodowca koni sportowych i mecenas sportu jeździeckiego[114]
  - Leszek Wilczyński – polski duchowny katolicki, historyk[115]
  - Ryszard Witke – polski skoczek narciarski, olimpijczyk (1964, 1968)[116]
  - Maria Zubek – polska działaczka konspiracji niepodległościowej w czasie II wojny światowej, Honorowa Obywatelka Miasta Piwniczna-Zdrój[117]
- 26 października
  - Richard Adjei – niemiecki bobsleista, wicemistrz olimpijski[118]
  - Theophilus Adeleke Akinyele – nigeryjski urzędnik, oficer Orderu Nigru[119]
  - Tadeusz Balcerowski – polski polityk i działacz spółdzielczy, poseł na Sejm IV kadencji[120]
  - David Braley – kanadyjski polityk i przedsiębiorca[121]
  - Izzat Ibrahim ad-Duri – iracki wojskowy, polityk, minister spraw wewnętrznych (1974–1979), wiceprezydent (1979–2003)[122]
  - Zoran Čuljak – bośniacki piłkarz[123]
  - Sreten Davidović – jugosłowiański i serbski piłkarz[124]
  - Zbigniew Laurów – polski specjalista nauk leśnych, prof. dr hab.[125]
  - Thomas Oppermann – niemiecki polityk, wiceprzewodniczący Bundestagu z ramienia SPD[126]
  - Stanisław Pac – polski samorządowiec i inżynier, burmistrz Skawiny (1998–2002)[127]
  - Stefan Perestaj – polski sędzia Sądu Najwyższego[128]
  - Shkëlzen Rraci – kosowski aktor[129]
  - Ruslan Sorokatyi – ukraiński specjalista w zakresie tarcia i zużycia maszyn, profesor[130]
  - Marian Smutkiewicz – polski menedżer i samorządowiec, burmistrz Nysy (2002–2006)[131]
  - Bolesław Sprengel – polski historyk, dr hab.[132]
  - Juan R. Torruella – portorykański prawnik i żeglarz sportowy[133]
  - Stanisław Zając – polski chirurg, prof. dr hab. nauk med.[134]
  - Daniela Zybalanka-Jaśko – polska aktorka[135]
- 25 października
  - Dolores Abril – hiszpańska aktorka i piosenkarka[136]
  - Jan Boerman – holenderski kompozytor muzyki elektronicznej[137]
  - Rosanna Carteri – włoska śpiewaczka operowa, sopran[138]
  - Ernesto Contreras – argentyński kolarz szosowy i torowy[139]
  - Diane di Prima – amerykańska poetka[140]
  - Andrzej Grzybowski – polski aktor, projektant wnętrz i rysownik[141][142]
  - Eddie Johnson – amerykański koszykarz[143]
  - David Karnes – amerykański polityk i biznesmen, senator (1987–1989)[144]
  - Lee Kun-hee – południowokoreański biznesmen, wieloletni szef koncernu Samsung[145]
  - Johnny Leeze – angielski aktor[146]
  - Slaven Letica – chorwacki socjolog, pisarz i polityk[147]
  - Henryk Markiewicz – polski elektryk, prof. Politechniki Wrocławskiej[148]
  - Henryk Marzec – polski dziennikarz i publicysta sportowy[149]
  - Zbigniew Szafkowski – polski specjalista w zakresie wychowania fizycznego, wykładowca akademicki i publicysta[150][151]
  - Kazimierz Wardak – polski lekkoatleta, medalista halowych mistrzostw Europy[152]
- 24 października
  - Abdul Aziz Bolkiah – brunejski arystokrata, syn sułtana Hassanala Bolkiaha[153]
  - Anfim – rosyjski duchowny prawosławny, biskup[154]
  - Wiktor Bugla – polski poeta, pisarz, tłumacz i pedagog, Honorowy Obywatel Radlina[155]
  - Chung So-sung – południowokoreański pisarz[156]
  - Ludwik Flaszen – polski krytyk teatralny i literacki, pisarz, tłumacz, eseista, teatrolog i reżyser[157]
  - Paul Zingtung Grawng – birmański duchowny katolicki, arcybiskup Mandalaj (2003–2014)[158]
  - Joan Hocquard – brytyjska superstulatka[159]
  - Stephen Owusu – ghański piłkarz, reprezentant kraju[160]
  - Janusz Ostrowski – polski trener tenisa ziemnego[161]
  - Hanna Palska – polska socjolog, dr hab.[162]
  - Zbigniew Poprawski – polski aktor i reżyser[163]
  - Tadeusz Rak – polski żużlowiec[164]
  - Al Quinn – filipiński aktor i reżyser[165]
  - Krisztián Veréb – węgierski kajakarz, brązowy medalista olimpijski (2000)[166]
  - Piotr Zalewski – polski specjalista mechanizacji rolnictwa i ergonomii, rektor Akademii Rolniczej w Krakowie (1984-1985 i 1989-1990)[167]
  - Ilirian Zhiti – albański poeta i więzień polityczny[168]
  - Bronisław Żołnierczyk – polski duchowny rzymskokatolicki i działacz społeczny, Honorowy Obywatel Przemyśla[169]
- 23 października
  - Yehuda Barkan – izraelski aktor i reżyser[170]
  - David Barnes – nowozelandzki żeglarz sportowy, trzykrotny mistrz świata w klasie 470[171]
  - Izabela Karwacińska-Rutkowska – polska działaczka państwowa, wiceprezydent Warszawy i wicewojewoda warszawska (1973–1982)[172]
  - Michaił Makarow – rosyjski aktor[173]
  - Janusz Połom – polski operator filmowy, reżyser, fotografik, poeta i wykładowca akademicki[174]
  - Stanisław Romański – polski działacz sportowy, prezes Polskiego Związku Piłki Siatkowej (1971–1978)[175]
  - Ebbe Skovdahl – duński trener i piłkarz[176]
  - Zbigniew Szpyt – polski trener siatkówki[177]
  - Jerry Jeff Walker – amerykański muzyk country[178]
- 22 października
  - Giorgio Bernini – włoski prawnik i polityk, minister handlu zagranicznego (1994–1996)[179]
  - Stefan Filipowicz – polski duchowny rzymskokatolicki, jezuita, dziennikarz, kierownik Sekcji Polskiej Radia Watykańskiego[180]
  - Stephen Gray – południowoafrykański pisarz i poeta[181]
  - Jerzy Kołodziejczak – polski duchowny rzymskokatolicki, Krajowy Duszpasterz Strażaków (1991–2006)[182]
  - Richard Lupoff – amerykański pisarz[183]
  - Allan Migi – papuaski duchowny anglikański, prymas Kościoła Anglikańskiego w Papui-Nowej Gwinei (2017–2020)[184]
  - Jerzy Zygmunt Nowak – polski aktor[185]
  - Mirosław Odyniecki – polski działacz kulturalny, partyjny i samorządowy, dziennikarz, pisarz i poeta[186]
  - Christel Peschke – niemiecka aktorka i piosenkarka[187]
  - Andrzej Skowroński – polski matematyk, prof. dr hab.[188]
  - Wiktor Szwed – polsko-białoruski poeta, działacz mniejszości białoruskiej[189][190]
  - Galina Tołkaczewa – białoruska aktorka[191]
  - Guntram Vesper – niemiecki pisarz[192]
  - Leszek Wertejuk – polski przedsiębiorca, prezes Fabryki Cukierków "Pszczółka" (2015–2017), kawaler orderów[193][194]
  - Mariusz Werner – polski duchowny luterański i działacz ekumeniczny, konsenior diecezji warszawskiej[195]
- 21 października
  - Gordon Astall – angielski piłkarz[196]
  - M. Bhaskaran – indyjski polityk[197]
  - Marge Champion – amerykańska aktorka, tancerka i choreografka[198]
  - Ulrich Fischer – niemiecki duchowny ewangelicki i teolog, biskup[199]
  - Jacek Graczyk – polski samorządowiec, burmistrz Ustki[200]
  - Mario Henderson – amerykański futbolista[201]
  - Frank Horvat – chorwacko-francuski fotograf[202]
  - Mieczysław Janik – polski nauczyciel i działacz pszczelarski, kawaler orderów[203]
  - Wacław Jeż – polski położnik i ginekolog, dr hab.[204][205]
  - Mieczysław Kwaśniak – polski specjalista w zakresie geodezji i kartografii, dr hab. inż.[206]
  - Paul Leduc – meksykański reżyser filmowy[207]
  - Arolde de Oliveira – brazylijski polityk, deputowany (1984–2019), senator (2019–2020)[208]
  - Józef Leon Parus – polski chemik, prof. dr hab. inż.[209][210]
  - Louise Renaud – kanadyjska artystka[211]
  - Irek Sabirow – rosyjski poeta, pochodzenia tatarskiego[212]
  - Peter F. Secchia – amerykański przedsiębiorca i dyplomata[213]
  - Józef Skotnicki – polski doktor nauk przyrodniczych, dyrektor Ogrodu Zoologicznego w Krakowie (1975–2020)[214][215][216]
  - Viola Smith – amerykańska perkusistka[217]
  - Iwona Stankiewicz – polska aktorka[218]
  - Antoni Tworek – polski duchowny rzymskokatolicki, twórca Muzeum Parafialnego im. Stróżów Bożego Grobu w Chełmie[219]
- 20 października
  - Jindřich Černý – czeski teatrolog i historyk teatru[220]
  - Derryl Cousins – amerykański bejsbolista[221]
  - Deanna Demuzio – amerykańska polityk[222]
  - Dmitrij Gilew – rosyjski skrzypek[223]
  - Dariusz Gnatowski – polski aktor[224]
  - Piotr Grzesiak – polski specjalista w zakresie technologii i inżynierii chemicznej oraz ochrony środowiska, prof. dr hab.[225]
  - Rudolf Krivoš – słowacki malarz[226]
  - Bruno Martini – francuski piłkarz, reprezentant kraju[227]
  - Bill Mathis – amerykański futbolista[228]
  - Władimir Osipow – radziecki i rosyjski pisarz[229]
  - James Randi – amerykański iluzjonista[230]
  - Gerrit Schoonhoven – południowoafrykański aktor i reżyser[231]
  - Irina Skobcewa – radziecka i rosyjska aktorka, Ludowy Artysta RFSRR (1974)[232]
  - Henryk Szarmach – polski dermatolog, prof. dr hab., poseł na Sejm IX i X kadencji[233]
  - Lea Vergine – włoska krytyczka sztuki, żona Enzo Mariergo[234]
  - John James Williams – walijski rugbysta, reprezentant kraju[235]
  - Bogdan Wojtuś – polski duchowny katolicki, emerytowany biskup pomocniczy archidiecezji gnieźnieńskiej[236]
  - Aldo Zargani – włoski pisarz, świadek Holocaustu[237]
  - Asłan Żanimow – radziecki zapaśnik, mistrz Europy (1982)[238]
- 19 października
  - Jana Andresíková – czeska aktorka[239]
  - Vaclovas Daunoras – litewski śpiewak operowy, bas[240]
  - Spencer Davis – walijski wokalista, multiinstrumentalista, współzałożyciel i członek zespołu The Spencer Davis Group[241]
  - Teresa Dąbrowska – polska archeolożka, prof. dr hab.[242]
  - Gianni Dei – włoski aktor i piosenkarz[243]
  - Rafał Dymowski – polski siatkarz[244]
  - Zygmunt Giziński – polski specjalista trakcji elektrycznej, prof. dr hab.[245]
  - Ewa Głowacka – polska tancerka baletowa i pedagożka[246]
  - John Margetson – brytyjski dyplomata, ambasador Wielkiej Brytanii w Wietnamie, Holandii i przy Organizacji Narodów Zjednoczonych[247]
  - Tony Lewis – brytyjski wokalista i basista, członek zespołu The Outfield[248]
  - Enzo Mari – włoski modernistyczny projektant mebli[249]
  - Jozef Obert – czechosłowacki piłkarz, reprezentant kraju[250]
  - Marek Pozzi – polski specjalista w zakresie geologii kopalnianej i środowiska, dr hab.[251]
  - Władysław Prystupa – polski żołnierz konspiracji niepodległościowej w czasie II wojny światowej, kawaler orderów[252]
  - Wojciech Pszoniak – polski aktor[253]
  - Teodozjusz – amerykański duchowny prawosławny, arcybiskup[254]
  - Alicja Wahl – polska malarka i rysowniczka[255]
- 18 października
  - Alan Stephenson Boyd – amerykański menedżer i prawnik, sekretarz transportu (1967–1969), prezes Amtraka[256]
  - Alfredo Cerruti – włoski piosenkarz i producent telewizyjny[257]
  - Stanisław Chryc – polski duchowny katolicki ze zgromadzenia księży marianów (MIC), kawaler Orderu Uśmiechu[258]
  - Karol Drozd – polski dyplomata, konsul, ambasador tytularny, animator życia studenckiego, wiceprzewodniczący ZSP[259][260]
  - René Felber – szwajcarski polityk, prezydent Szwajcarii (1992)[261]
  - Adam Frączek – polski psycholog, były rektor Akademii Pedagogiki Specjalnej im. Marii Grzegorzewskiej w Warszawie[262]
  - Ferdynand Grzeszczak – polski rugbysta, działacz i dziennikarz sportowy, prezes Polskiego Związku Rugby[263][264]
  - Jan Hanasz – polski astronom, działacz opozycji w PRL[265]
  - Tomás Herrera – kubański koszykarz, brązowy medalista olimpijski (1972)[266]
  - James A. Johnson – amerykański konsultant polityczny i finansista, szef Fannie Mae[267]
  - Piotr Kapias – polski metalurg, dr hab. inż.[268]
  - Stanisław Kogut – polski polityk i działacz związkowy, senator (2005–2019)[269]
  - Juliusz Łuciuk – polski kompozytor[270]
  - Joseph Mar Thoma – indyjski duchowny chrześcijański, metropolita Kościoła Mar Thoma (2007–2020)[271]
  - Naama – tunezyjska piosenkarka[272]
  - José Padilla – hiszpański didżej, producent muzyczny[273]
  - Branko Rezar – chorwacki piłkarz[274]
  - Gérard Sulon – belgijski piłkarz, reprezentant kraju[275]
  - Piotr Trella – polski śpiewak operowy[276][277]
- 17 października
  - Frederick Azzopardi – maltański polityk i urzędnik, parlamentarzysta[278]
  - Lucien De Brauwere – belgijski kolarz, olimpijczyk (1972)[279]
  - Aurora Chamorro – hiszpańska pływaczka, pochodząca z Katalonii[280]
  - Joannicjusz – rosyjski duchowny prawosławny, biskup Ukraińskiego Kościoła Prawosławnego Patriarchatu Moskiewskiego[281]
  - Toshinori Kondō – japoński trębacz jazzowy[282]
  - Vanik Mkrtchyan – ormiański aktor[283]
  - Doreen Montalvo – amerykańska aktorka[284]
  - Henri Noël – francuski piłkarz[285]
  - Ryszard Ronczewski – polski aktor[286][287]
  - Takna Jigme Sangpo – tybetański nauczyciel, wieloletni więzień polityczny[288]
  - Stanisław Sitko – polski działacz społeczny, założyciel i prezes Polskiego Towarzystwa Walki z Mukowiscydozą, kawaler orderów[289]
  - Michael Strauss – izraelski przedsiębiorca[290]
  - Jacek Vieth – polski lekarz, samorządowiec, siatkarz, poseł na Sejm II kadencji[291][292]
- 16 października
  - Steve Adubato Sr. – amerykański nauczyciel i polityk[293]
  - Witalij Aksionow – rosyjski aktor, reżyser i scenarzysta[294]
  - László Branikovits – węgierski piłkarz[295]
  - Johnny Bush – amerykański piosenkarz country, autor tekstów[296]
  - Anthony Chisholm – amerykański aktor[297]
  - Teresa Cichowska – polska działaczka powojennego podziemia antykomunistycznego w ramach struktur NZW, dama orderów[298]
  - Ladislav Dušek – czeski aktor[299]
  - Markar Esayan – turecki dziennikarz i polityk pochodzenia armeńskiego[300]
  - Rodolfo Fischer – argentyński piłkarz[301]
  - Genadiusz – grecki duchowny prawosławny, biskup, metropolita Włoch[302]
  - Odore Gendron – amerykański duchowny katolicki, biskup Manchesteru (1974–1990)[303]
  - Adam Gotner – polski stoczniowiec, uczestnik wydarzeń Grudnia 1970, kawaler orderów[304]
  - Faslli Haliti – albański poeta, tłumacz i malarz[305]
  - Kapil Deo Kamat – indyjski polityk[306]
  - Marian Kubicki – polski działacz harcerski i turystyczny, prezes Polskiej Izby Turystyki[307][308]
  - Maria Rosa Leggol – honduraska zakonnica rzymskokatolicka, franciszkanka, założycielka stowarzyszenia „Friends of the Children”[309]
  - Joaquin Pardo – kolumbijski piłkarz[310]
  - Giennadij Płachow – rosyjski rzeźbiarz[311]
  - Andrzej Pogorzelski – polski żużlowiec i trener[312]
  - Andrzej Pytliński – polski fotograf[313]
  - Abdul Aziz Shamsuddin – malezyjski polityk, minister rozwoju wsi i regionalnego (2004–2008)[314]
  - Marian Staszak – polski działacz społeczny, Honorowy Obywatel Głogowa[315]
  - Monika Surma-Gawłowska – polska italianistka, dr hab.[316]
- 15 października
  - Antonio Algora – hiszpański duchowny katolicki, biskup Ciudad Real (2003–2016)[317]
  - Marina Aniczkowa – rosyjska aktorka[318]
  - Bhanu Athaiya – indyjska kostiumograf, laureatka Oscara (1982)[319]
  - Ed Benguiat – amerykański typograf[320]
  - Danił Chalimow – rosyjski i kazachski zapaśnik, wicemistrz Azji (2005)[321]
  - Sonja Edström – szwedzka biegaczka narciarska, trzykrotna medalistka olimpijska (1956, 1960) i dwukrotna medalistka mistrzostw świata[322]
  - Gordon Haskell – brytyjski wokalista, kompozytor i gitarzysta, członek m.in. King Crimson i The Fleur de Lys[323]
  - Mirosław Malec – polski zawodnik sportów motocyklowych, wielokrotny mistrz kraju[324]
  - Jadwiga Masny – polska nauczycielka, dyrygentka, działaczka kulturalna i znawczyni folkloru[325]
  - Dave Munden – angielski wokalista i perkusista[326]
  - Akkitham Achuthan Namboothiri – indyjski poeta i eseista[327]
  - Fambaré Ouattara Natchaba – togijski polityk, przewodniczący Zgromadzenia Narodowego (2000–2005)[328]
  - Wojciech Parada – polski dziennikarz i publicysta sportowy[329][330]
  - Jozef Pavlovič – słowacki pisarz[331]
  - Aleksandr Rodionow – rosyjski waterpolista, mistrz świata (1975)[332]
  - Janusz Ryl-Krystianowski – polski lalkarz, reżyser teatralny, dyrektor teatrów lalkowych[333]
  - Jole Santelli – włoska polityk i prawnik, prezydent Kantabrii (2020)[334]
  - Christina Wuczewa – bułgarska polityk i ekonomistka, minister finansów (1994–1995)[335]
  - Alfons Verplaetse – belgijski ekonomista, szef Narodowego Banku Belgii (1989–1999)[336]
- 14 października
  - Dmitrij Danin – rosyjski wokalista i kompozytor[337]
  - Fred Dean – amerykański baseballista[338]
  - Fabrizio Ferrigno – włoski piłkarz i menadżer sportowy[339]
  - Rhonda Fleming – amerykańska aktorka[340]
  - Włodzimierz Gajewski – polska działacz konspiracji niepodległościowej w czasie II wojny światowej, kawaler orderów[341]
  - Roman Gierka – polski działacz konspiracji niepodległościowej w czasie II wojny światowej, więzień obozów koncentracyjnych, kawaler orderów[342]
  - Mirosław Jerzy Gontarski – polski poeta i filozof[343][344]
  - Henryk Komsta – polski specjalista w zakresie inżynierii rolniczej, budowy i eksploatacji maszyn, prof. dr hab. inż.[345]
  - Herbert Kretzmer – brytyjski dziennikarz i autor tekstów piosenek[346]
  - Zbigniew Kulczycki – polski tenisista stołowy[347][348]
  - Marisa de Leza – hiszpańska aktorka[349]
  - Tomasz Edward Łaszkiewicz – polski działacz konspiracji niepodległościowej w czasie II wojny światowej oraz powojennego podziemia antykomunistycznego[350]
  - Bogdan Matławski – polski kulturoznawca i polityk, prof. dr hab.[351]
  - Paul Matters – australijski basista, członek zespołu AC/DC[352]
  - Mustafa Memić – bośniacki chemik, b. dziekan Wydziału Nauk Uniwersytetu w Sarajewie[353]
  - Kuniwo Nakamura – palauski polityk, wiceprezydent (1989–1993), prezydent Palau (1993–2001)[354]
  - José Augusto Martins Fernandes Pedreira – portugalski duchowny katolicki, biskup Viana do Castelo (1997–2010)[355]
  - John Richard Reid – nowozelandzki krykiecista[356]
  - Ildar Saitow – rosyjski aktor, pochodzenia baszkirskiego[357]
  - Mahmoud Yassine – egipski aktor[358]
- 13 października
  - Maria Alma Białkowska – polska duchowna mariawicka, biskupka-elekta Kościoła Katolickiego Mariawitów w RP[359]
  - Jean Cardot – francuski rzeźbiarz[360]
  - Adam Czarnacki – polski samorządowiec, starosta parczewski (1999–2005)[361][362]
  - Claude Feidt – francuski duchowny katolicki, arcybiskup Chambéry (1985–1999) i Aix (1999–2010)[363]
  - Emil Gajdacz – polski duchowny luterański i działacz społeczny, wieloletni delegat do Synodu Kościoła[364][365]
  - Raimundo Garcia – argentyński szachista[366]
  - Rashid Haider – banglijski pisarz[367]
  - Andrzej Jaczewski – polski seksuolog, pediatra i pedagog, prof. dr hab.[368]
  - Vaskrsija Јanjić – serbski naukowiec, wiceprezes Serbskiej Akademii Nauk i Sztuk[369]
  - Małgorzata Kozłowska – polska urzędnik państwowa i menedżer, podsekretarz stanu w Komitecie Badań Naukowych (1992–2001)[370]
  - Wisna Lipszyc – polska malarka i pisarka pochodzenia żydowskiego[371]
  - Augusto Matine – portugalski piłkarz, pochodzący z Mozambiku[372]
  - Zygmunt Sołek – polski duchowny rzymskokatolicki, redemptorysta[373][374]
  - Zygmunt Surowiak – polski specjalista w zakresie inżynierii materiałowej, prof. dr hab.[375][376]
  - Percy Schmeiser – kanadyjski rolnik, działacz społeczny[377]
- 12 października
  - Kęstutis Antanėlis – litewski kompozytor, architekt i rzeźbiarz[378]
  - Jacinda Barclay – australijska sportsmenka[379][380]
  - Maksymilian Bart-Kozłowski – polski poeta[381]
  - Wiesław Brągoszewski – polski inżynier, prezydent Częstochowy (1987–1990)[382]
  - Menelaos Chadzijeorjiu – grecki polityk, lekarz i działacz sportowy[383]
  - Sylwester Dworacki – polski filolog klasyczny, prof. dr hab.[384]
  - Hamdo Ferhatović – bośniacki i jugosłowiański piłkarz i trener[385]
  - Conchata Ferrell – amerykańska aktorka[386]
  - Nevzat Güzelırmak – turecki piłkarz, reprezentant kraju[387]
  - Janusz Hankowski – polski malarz[388]
  - Yehoshua Kenaz – izraelski pisarz[389]
  - Marek Kochmański – polski specjalista w zakresie chorób wewnętrznych i kardiologii, prof. dr hab. n med.[390]
  - Kim Massie – amerykański wokalista soulowy i bluesowy[391]
  - Roberta McCain – matka amerykańskiego senatora Johna McCaina[392]
  - Jan Siuta – polski specjalista w zakresie ochrony środowiska, prof. dr hab.[393]
- 11 października
  - Hugo Arana – argentyński aktor[394]
  - Richie Barker – angielski piłkarz[395]
  - Boro Drljača – serbski piosenkarz[396]
  - Jon Gibson – amerykański flecista, saksofonista, kompozytor i artysta wizualny (ur. 1940)[397]
  - Ângelo Martins – portugalski piłkarz[398]
  - Stefan Mercik – polski specjalista w zakresie geodezji inżynieryjnej, wykładowca akademicki, kawaler orderów[399][400]
  - Joe Morgan – amerykański baseballista[401]
  - Julian Musielak – polski matematyk, prof. dr hab.[402]
  - Harry L. Radzyner – izraelski wykładowca akademicki pochodzenia polsko-żydowskiego, założyciel Harry Radzyner Law School[403][404][405]
  - Paweł „Kelner” Rozwadowski – polski muzyk, gitarzysta, autor tekstów[406]
  - Józef Wranik – polski specjalista w zakresie mechaniki konstrukcji, prof. dr hab. inż., działacz opozycji w okresie PRL[407]
- 10 października
  - Lidia Andruszkiewicz – polska dziennikarka[408]
  - Serge Bourdoncle – francuski piłkarz[409]
  - Amnon Freidberg – izraelski entomolog[410]
  - Constantin Frosin – rumuńsko-francuski pisarz, tłumacz i publicysta[411]
  - Giulio Cesare Gallenzi – włoski polityk i samorządowiec, eurodeputowany III kadencji[412]
  - Suresh Gore – indyjski polityk[413]
  - Edward Krasowski – polski działacz kulturalny, dyrektor Studenckiego Teatru Satyryków[414][415][416]
  - Wasilij Kulkow – rosyjski piłkarz[417]
  - Bradley Mott – amerykański aktor[418]
  - Jan Surdel – polski operator filmowy, taternik i alpinista[419][420]
  - Kent Wakeford – amerykański operator filmowy[421]
- 9 października
  - Teresita Aguilar – kostarykańska polityk[422]
  - Éric Danty – francuski piłkarz[423]
  - Ruth Falcon – amerykańska śpiewaczka operowa (sopran)[424]
  - Ekow Hayford – ghański polityk[425]
  - Pierre Kezdy – amerykański wokalista i basista punkrockowy[426]
  - Len Rossi – amerykański wrestler[427]
  - Tadeusz Rymarz – polski nauczyciel i działacz kulturalny[428][429]
  - Jan Sobolewski – polski nauczyciel, uczestnik II wojny światowej, kawaler orderów[430]
  - Cecil Thiré – brazylijski aktor[431]
- 8 października
  - Sam Burton – angielski piłkarz[432]
  - Władimir Dołgich – rosyjski polityk komunistyczny i inżynier, sekretarz KC KPZR (1972–1988), zastępca członka Politbiura KC KPZR (1982–1988)[433]
  - Jim Dwyer – amerykański dziennikarz i publicysta, laureat Nagrody Pulitzera (1992, 1995)[434][435]
  - Whitey Ford – amerykański baseballista[436]
  - Szlomo Gazit – izraelski generał i nauczyciel akademicki, szef Amanu i Agencji Żydowskiej, rektor Uniwersytetu Ben Guriona[437]
  - Ali Khalif Galaid – somalijski polityk i politolog, premier Somalii (2000–2001), prezydent Khaatumo[438]
  - Luben Gocew – bułgarski polityk, wojskowy i dyplomata[439]
  - Lala Górska – polska dziecięca aktorka filmowa[440]
  - Tadeusz Karolak – polski duchowny rzymskokatolicki, ksiądz prałat, Honorowy Obywatel Ząbek[441]
  - Brian Locking – angielski muzyk, basista The Shadows[442]
  - Tadeusz Matusiak – polski historyk i muzealnik, dyrektor Muzeum Stutthof w Sztutowie oraz Muzeum Gdańska[443]
  - Mikołaj Mielniczuk – polski duchowny prawosławny, ksiądz mitrat, kawaler Orderu św. Marii Magdaleny[444]
  - Charles Moore – amerykański lekkoatleta, płotkarz, mistrz olimpijski (1952)[445]
  - Tom G. O’Donnell – irlandzki polityk i nauczyciel, parlamentarzysta krajowy i europejski, minister ds. Gaeltacht (1973–1977)[446]
  - Ram Vilas Paswan – indyjski polityk, minister w różnych resortach (1989–1990, 1996–1998, 1999–2002, 2004–2009, 2014–2020)[447]
  - Joseph Pérez – francuski historyk[448]
  - Mohammad Reza Szadżarian – irański śpiewak klasyczny[449]
  - Jan Szarek – polski duchowny luterański, biskup Kościoła Ewangelicko-Augsburskiego w RP (1991–2001), prezes Polskiej Rady Ekumenicznej (1993–2001)[450]
  - Marek Szydłowski – polski astrofizyk, prof. dr hab.[451]
  - Erin Wall – kanadyjska śpiewaczka operowa (sopran)[452]
- 7 października
  - Aleksander Aleksiejew – rosyjski dyrygent[453]
  - Nabil Bechaouch – tunezyjski piłkarz, reprezentant kraju[454]
  - Marian Dziura – polski piłkarz ręczny[455][456]
  - Jerzy Jokiel – polski gimnastyk sportowy, srebrny medalista olimpijski z Igrzysk w Helsinkach w 1952[457]
  - Ashwani Kumar – indyjski policjant, gubernator prowincji Manipur (2013) i Nagaland (2013–2014)[458]
  - Mario Molina – meksykański chemik atmosfery, laureat Nagrody Nobla w dziedzinie chemii (1995)[459]
  - Krzysztof Rudziński – polski urzędnik i menedżer, prezes Pomorskiej Kolei Metropolitalnej (2010–2016)[460]
  - Wiesław Szafraniec – polski urzędnik i działacz państwowy, naczelnik Darłowa (1988–1990)[461]
  - Roman Tarnawski – polski biochemik, prof. dr hab.[462]
  - Andrzej Tynel – polski radca prawny i publicysta[463]
  - Tadeusz Widła – polski prawnik i kryminalistyk, prof. dr hab.[464]
  - Lida Winiewicz – austriacka pisarka[465]
  - Piotr Wowry – polski duchowny luterański, działacz ekumeniczny[466]
- 6 października
  - John Baring – brytyjski arystokrata i przedsiębiorca, dyrektor Banku Anglii (1983–1991), prezes British Petroleum (1992–1995)[467]
  - Vincent Brady – irlandzki polityk i przedsiębiorca, minister obrony (1991–1992)[468]
  - Joseph Bruno – amerykański przedsiębiorca, polityk, lejtnant gubernator Nowego Jorku (2008)[469]
  - Herbert Feuerstein – niemiecki komik i dziennikarz pochodzenia austriackiego[470]
  - Yves Gérard – francuski muzykolog[471][472]
  - Władimir Jordanow – francuski aktor pochodzenia bułgarskiego[473]
  - Oļegs Karavajevs – łotewski piłkarz[474][475]
  - Ruth Klüger – amerykańska Żydówka ocalała z Holokaustu, germanistka, autorka wspomnień[476]
  - Bunny Lee – jamajski producent muzyczny[477][478]
  - Sulajman Mahmud – libijski wojskowy, dowódca Libijskiej Armii Ludowej (2011)[479]
  - Andrzej Markowski – polski historyk sztuki, dziennikarz i reportażysta[480]
  - Johnny Nash – amerykański piosenkarz[481][482]
  - Katarzyna Pawłowska – polska geolog[483]
  - Eugeniusz Pietruszkiewicz – polski dziennikarz pochodzenia litewskiego, działacz mniejszości litewskiej, redaktor naczelny Aušra[484][485]
  - Władisław Pjawko – rosyjski śpiewak operowy[486]
  - Tommy Rall – amerykański tancerz, aktor i tenor[487]
  - Nosratollah Vahdat – irański aktor i reżyser[488]
  - Eddie Van Halen – amerykański gitarzysta-wirtuoz i klawiszowiec rockowy, założyciel i członek zespołu Van Halen[489]
  - James Howard Weaver – amerykański polityk, członek Izby Reprezentantów (1975–1987)[490]
- 5 października
  - David Andahl – amerykański polityk i przedsiębiorca, pośmiertnie wybrany deputowanym do Izby Reprezentantów Dakoty Północnej[491]
  - Franco Bolelli – włoski filozof[492]
  - Zbigniew Ciesielski – polski matematyk, prof. dr hab., członek rzeczywisty Polskiej Akademii Nauk[493]
  - Olgierd Dąbrowski – polski dziennikarz i samorządowiec, burmistrz Ostródy (2010–2012)[494]
  - Anil Devgan – indyjski reżyser filmowy[495]
  - Simon Gutman – polsko-francuski Żyd ocalały z Holokaustu[496]
  - Andrzej Kallista – polski lekarz i samorządowiec, burmistrz Olkusza (2002–2006)[497]
  - Steve Kaspar – luksemburski artysta multimedialny[498]
  - Edward Kłosowski – polski generał brygady, działacz sportowy, prezes Polskiego Związku Bokserskiego (1996–1998)[499][500]
  - Janusz Malski – polski duchowny rzymskokatolicki, moderator generalny wspólnoty Cichych Pracowników Krzyża[501]
  - Rasheed Masood – indyjski polityk, minister zdrowia (1990)[502]
  - Margaret Nolan – angielska aktorka[503]
  - Andrzej Pielecki – polski pedagog specjalny, dr hab., prof. UMCS[504]
  - Andrzej Rudy – polski weterynarz, dr hab.[505]
  - Pietro Scandelli – włoski kolarz[506]
  - Władysław Zawiślak – polski działacz konspiracji niepodległościowej w czasie II wojny światowej oraz powojennego podziemia antykomunistycznego, kawaler orderów[507]
- 4 października
  - Vishal Anand – indyjski aktor[508]
  - Henryk Boukołowski – polski aktor[509]
  - Günter de Bruyn – niemiecki pisarz[510]
  - Stanisław Czerwik – polski duchowny katolicki, liturgista, teolog[511]
  - Giovanni D’Alise – włoski duchowny katolicki, biskup Caserty (2014–2020)[512][513]
  - Olgierd Dąbrowski – polski polityk, dziennikarz i działacz piłkarski, burmistrz Ostródy (2010–2012)[514]
  - Lech Domeracki – polski sędzia, polityk, minister sprawiedliwości (1983–1988)[515]
  - Mike Foster – amerykański przedsiębiorca i polityk, gubernator Luizjany (1996–2004)[516]
  - Janina Garbień – polska działaczka konspiracji niepodległościowej w czasie II wojny światowej, odznaczona medalem Sprawiedliwy wśród Narodów Świata[517]
  - Adam Granica – polski polityk i działacz partyjny, poseł na Sejm PRL V i VI kadencji (1969–1976)[518]
  - Mieczysław Jaroniek – polski wykładowca akademicki, dr hab. inż.[519]
  - Clark Middleton – amerykański aktor i reżyser[520][521]
  - Alkistis Pavlidu – cypryjska aktorka[522]
  - Kenzō Takada – japoński projektant mody, właściciel domu mody Kenzo[523][524]
  - Gjergj Vlashi – albański pisarz i reżyser[525]
  - Peregrine Worsthorne – brytyjski dziennikarz i pisarz[526]
- 3 października
  - Mark Andrews – amerykański polityk, członek Izby Reprezentantów (1963–1981) i Senatu (1981–1987)[527]
  - Leszek Biernacki – polski zawodnik i trener piłki ręcznej[528]
  - Thomas Jefferson Byrd – amerykański aktor filmowy[529]
  - Karel Fiala – czeski śpiewak operowy i aktor filmowy[530]
  - Anthony Galindo – wenezuelski piosenkarz[531]
  - Andrzej Grządziel – polski działacz sportowy i sędzia tenisa stołowego[532]
  - Sandy Keith – amerykański prawnik i polityk, lejtnant gubernator Minnesoty (1963–1967)[533]
  - Lidija Kuszkowa – ukraińska aktorka[534]
  - Jan Malinowski – polski specjalista w zakresie budowy i eksploatacji maszyn, wykładowca akademicki i autor podręczników[535]
  - Armelia McQueen – amerykańska aktorka[536]
- 2 października
  - Héctor Cavallero – argentyński polityk, burmistrz Rosario (1989–1995)[537]
  - Riley Darnell – amerykański polityk, sekretarz stanu Tennessee (1993–2009)[538]
  - Zeki Ergezen – turecki polityk, minister prac publicznych i polityki mieszkaniowej (2002–2005)[539]
  - Edward S. Feldman – amerykański producent filmowy i telewizyjny[540]
  - Bob Gibson – amerykański baseballista[541]
  - Dennis Hall – trynidadzki aktor i komik[542]
  - Martin Havelka – czeski aktor[543]
  - Dorota Kawęcka – polska aktorka[544]
  - Heinz Kördell – niemiecki piłkarz, reprezentant kraju[545]
  - Ron Perranoski – amerykański baseballista[546]
  - Irina Slawina – rosyjska dziennikarka i działaczka opozycyjna[547]
  - Zygmunt Stachura – polski sędzia i działacz piłkarski[548][549]
  - Stanisław Szul – polski działacz konspiracji niepodległościowej w czasie II wojny światowej, kawaler orderów[550]
  - Claude Vigée – francuski poeta[551]
  - Barbara Węglarska – polska zoolog, entomolog[552]
  - Paweł Witkowski – polski działacz opozycji w okresie PRL, kawaler orderów[553].
  - Wiktor Zalgaller – rosyjsko-izraelski matematyk[554]
- 1 października
  - Simonluca Agazzone – włoski piłkarz[555]
  - Serhij Atelkin – ukraiński piłkarz, trener[556]
  - Bernard Bartoszak – polski piłkarz[557]
  - Józef Blass – polski matematyk i przedsiębiorca[558]
  - Robbie Brunton – irlandzki piłkarz, trener[559]
  - Mohamed Hilmi – algierski aktor i reżyser[560]
  - Michał Ilczuk – polski himalaista[561]
  - Franck André Jamme – francuski poeta[562]
  - Derek Mahon – północnoirlandzki poeta, krytyk literacki, scenarzysta[563]
  - Henryk Pietrzak – polski pilot, generał dywizji pilot WP[564]
  - Murray Schisgal – amerykański dramatopisarz i scenarzysta pochodzenia żydowskiego[565]
  - Danuta Szmidt-Calińska – polska tenisistka stołowa i ziemna[566]

- data dzienna nieznana
  - Józef Duszkiewicz – polski instruktor i skoczek spadochronowy[567]
  - Artur Łukasiewicz – polski piłkarz ręczny[568]
  - Michał Kasprzak – polski aktor oraz aktor pornograficzny[569]
  - Piotr Marczak – polski żołnierz powojennego podziemia antykomunistycznego, kawaler orderów[570][571]
  - Michał Mazurowski – polski samorządowiec, burmistrz gminy Warszawa-Bielany (1995–1998)[572]
  - Feliks Mostowicz – polski artysta plastyk[573]
  - Zbigniew Perzyński – polski uczestnik II wojny światowej, działacz kombatancki, wykładowca akademicki i publicysta[574]
  - Marek Rychter – polski siatkarz[575]